# Grande Chartreuse
Grande Chartreuse (Wielka Kartuzja) – klasztor macierzysty zakonu kartuzów położony we francuskich Alpach, w masywie Chartreuse w departamencie Izery.
W 1084 roku Bruno z Kolonii i jego sześciu towarzyszy założyli niewielką drewnianą osadę w La Chartreuse, odosobnionej górskiej okolicy niedaleko Grenoble we Francji. Domki usytuowane były wokół krużganku i kamiennego kościółka. Ta pierwsza kartuzja została nazwana Grande Chartreuse i do dziś jest klasztorem macierzystym całego zakonu kartuzów. W roku 1132 klasztor został zniszczony przez lawinę skalną, po czym odbudowano go ok. 2 km na południe od pierwotnego miejsca. Stoi tam do dziś. Osiem razy zabudowania klasztorne płonęły i osiem razy były na nowo odbudowywane. Dzisiejszy kształt Grande Chartreuse pochodzi w większości z XVII wieku, jednak niektóre elementy są jeszcze z wieku XIV i XV.
W roku 2005 niemiecki reżyser Philip Gröning nakręcił w La Grande Chartreuse film dokumentalny Wielka cisza, w którym po raz pierwszy ukazano szerszej publiczności życie codzienne w zakonie.

## Początki
Wedle przekazów, Bruno - pochodzący z Kolonii niemiecki zakonnik i sześciu jego towarzyszy – za zgodą i pod patronatem biskupa Hugona z Grenoble – osiedlili się w czerwcu 1084 roku w dolinie Chartreuse, w  miejscu, które odtąd będzie nazywane „Pustelnią Chartreuse” ze względu na odizolowanie od świata. Dolina jest bowiem od północy i południa okolona masywami górskimi. Bruno po kilkunastu latach wraz ze swoimi sześcioma towarzyszami zbudowali w tym miejscu pierwszą pustelnię, aby prowadzić życie eremickie.
9 grudnia 1086 (lub 1097) r. biskup biskup Hugon podczas synodu w Grenoble uroczyście potwierdził darowizny dokonane dwa lata wcześniej przez właścicieli ziem w rejonie Chartreuse (byli to Humbert de Miribel, oraz  Séguin, przeor opactwa w La Chaise-Dieu). Darowizna obejmowała obszar o powierzchni 1700 hektarów. Obszar podległy zgromadzeniu stopniowo powiększał się, uzupełniany kolejnymi darowiznami. Surowa reguła pustelnicza wywoływała jednak serię napięć z mieszkańcami, ponieważ członkowie zgromadzenia chcąc chronić swoją izolację, odmawiali kobietom prawa wstępu i przejścia przez swoje ziemie. Co więcej, wywłaszczali lokatorów z okolicy, co kończyło się kłótniami i procesami.

## Pierwszy klasztor
Zabudowania klasztorne zostały podzielone na dwa zespoły: Dom Niższy zgromadzenia, czyli Correrie, który mieścił pomieszczenia dla braci, warsztaty lub budynki gospodarcze, oraz Dom Górny – dla przeora i ojców zakonnych. Typ zabudowań stał się wzorcowy dla kolejnych domów klasztornych, choć począwszy od XIII wieku, dostosowywano zabudowania poszczególnych klasztorów do klimatu i warunków w których działały. Z zabudowań pierwotnego klasztoru, który został zbudowany dwa kilometry wyżej od obecnego, nic nie zostało.
Przypuszcza się, że pierwsze konstrukcje były drewniane, z wyjątkiem murowanego kościoła konwentualnego,Najstarszy i jedyny znany opis klasztoru zostawił Guibert z Nogent około 1114 roku. Dowiadujemy się z niego o ciągu cel z krużgankiem, kościele i refektarzu oraz o obecności dużej kuchni i dodatkowym budynku zebrań konwentu. Nic nie wiadomo o rozkładzie tych budowli. Guibert z Nogent podkreślił, że w konwencie była bieżąca woda, dostarczana do każdego budynku.

## Zniszczenie pierwszego klasztoru
30 stycznia 1132 roku, 48 lat po przybyciu Brunona lawina skalna z masami śniegu zniszczyła pierwszy klasztor. Kronikarz zapisał: „W dwudziestym trzecim roku przeoratu Guigues niesamowita masa śniegu, pędząca z wysokich skalistych szczytów z nagłą gwałtownością, unosiła w swoim przerażającym wichrze i pogrzebała pod swoją ogromną masą wszystkie cele zakonników  –  z sześcioma mnichami i nowicjuszem – z wyjątkiem jednego,." (Chronique Magister).

## Drugi klasztor i kolejne przebudowy
Po katastrofie  Guigues (znany także pod imionami Guigues du Chastel, Guigo de Castro i Guigo z Saint-Romain), będący piątym przeorem klasztoru, zdecydował o przeniesieniu zabudowań dwa kilometry niżej – do niecki położonej między dwoma wzgórzami, w miejsce, gdzie nawet w środku lata słońce pojawia się nad wzgórzami bardzo późno (śnieg pozostawał tam do maja, o dobre półtora miesiąca dłużej niż w okolicach obecnego klasztoru). Wprowadził też nowe zasady dotyczące liczebności konwentu: ograniczył liczbę mieszkańców pojedynczego domu zakonnego do 12 ojców i 16 braci. Ale sukces zakonu, zwłaszcza w XIII i XIV wieku, doprowadził do przekroczenia tej zasady.  Prace budowlane zostały zakończono już po roku – konsekracją nowego kościoła 13 października 1133 r.Klasztor w tej konfiguracji zabudowań przetrwał mniej niż dwa wieki. Zabudowania klasztorne pomiędzy rokiem 1320 a 1676 płonęły ośmiokrotnie. Każdorazowo odbudowa modyfikowała wygląd kompleksu. Tylko jeden z pożarów był wywołany celowo –  5 czerwca 1562 roku podczas trwania wojny religijnych. Brak środków przeciwpożarowych, a szczególnie zwyczaj pokrywania dachów  gontami lub dachówkami z drewna świerkowego skutkował podczas pożaru z roku 1676 największymi zniszczeniami. 
Zakon podjął jednak po raz kolejny wysiłek odbudowy.

## Rewolucja francuska i upadek klasztoru
Dekretem z 2 listopada 1789 skonfiskowano majątek Kościoła, w tym majątek kartuzów. Kolejny dekret rewolucyjny z 13 lutego 1790 rozwiązywał zakony i zakazywał udzielania święceń oraz składania ślubów. W tym czasie komisja rewolucyjna sporządziła spis majątku klasztornego, na której znalazło się między innymi 125 obrazów. Miały być one przekazane jako zaczątek zbiorów do tworzonego Muzeum w Grenoble. Kilka lat później z rozkradzionej kolekcji zostało tylko około pięćdziesięciu obrazów – relację o tym zdał Louis-Joseph Jay, który był odpowiedzialny za powstające muzeum. Generał zakonu opuścił Grande Charteuse 17 października 1792 roku wraz z resztą braci. Na jego polecenie rozproszono zgromadzenie tak, by zakonnicy mogli w ubiorach świeckich przetrwać szalejący terror rewolucyjny. Ustalono też nowy tryb wyboru osoby pełniącej funkcje głowy domu zakonnego.

## Powrót i powtórne wypędzenie
Zakonnicy wrócili do zdewastowanego Grande Charteuse po 22 latach. 27 kwietnia 1816 roku dekret królewski przywrócił im część dóbr. W 1857 roku dekret cesarski ustanowił wokół klasztoru strefę chronioną. Zabroniono w niej wyrębu drzew, lokalizacji przemysłu i wprowadzono ochronę krajobrazu: „Wokół budynków, budynków gospodarczych i gruntów zajmowanych obecnie przez dom spokojnej starości a znanych jako Grande Chartreuse, będzie zarezerwowany (...) obszar  około stu dwudziestu dwóch hektarów leśnych…".
29 marca 1880 roku nowe przepisy zapowiadały rozwiązanie kongregacji męskich nieuznawanych przez państwo. Choć na tej liście znajdowali się Kartuzi, to uniknęli oni wypędzenia. Owo zawieszenie w formalnym niebycie trwało do 29 kwietnia 1903 roku, kiedy doszło do powtórnego usunięcia zakonników z klasztoru - na podstawie decyzji parlamentu – tym razem użyto siły. Wspólnota schroniła się we Włoszech, gdzie spędziła 37 lat, zanim powtórnie pojawiła się szansa powrotu do zakonnego domu macierzystego. 
14 listopada 1912 roku zabudowania klasztorne z otoczeniem zostały uznane za pomnik historii.

## II wojna światowa
Mnisi wrócili do klasztoru z Włoch samowolnie w maju 1940, krótko po kampanii niemieckiej we Francji a przed rozejmem w Compiègne. 29 maja 1940 pierwsi zakonnicy pojawili się w Grande Charteuse, by w swoistym interregnum podjąć próbę odzyskania klasztoru, który pełnił wówczas między innymi role szpitalne. Ustawa rządu Vichy z 21 lutego 1941 r. przyznała kartuzom pozytywny status prawny we Francji i ponownie zalegalizowała ich prawa do części nieruchomości. Umowa z 11 marca 1941 r. z rządem kolaboracyjnym Francji pozwoliła na szybką renowację budynków. Na podstawie ustaleń zawartych w tamtym czasie gmina po dziś dzień wynajmuje budynki państwu francuskiemu za niski czynsz.
Od 1947 r. Grande Chartreuse zaczęła regularnie gościć kapitułę generalną co dwa lata – w miejscu, które sami członkowie zgromadzenia nazywają „matką i źródłem całego zakonu”.

## Okres powojenny
Rozwój turystyki i zainteresowanie tym miejscem sprawiły, że władze zakonne rozważały opuszczenie Grande Charteuse i przenosiny zgromadzenia w bardziej izolowane miejsce. Ostatecznie konwent uzyskał przywileje chroniące spokój miejsca – wprowadzono zakaz ruchu samochodowego w pobliżu zabudowań klasztornych. Zakazano przelotów samolotami prywatnymi nad klasztorem – takie wycieczki stały się niezwykle modne i popularne. Dolina została w części uznana za miejsce historyczne o cennych walorach przyrodniczych. W zabudowaniach starego klasztoru – tzw. Correrie – nieco niżej niż Chartreuse, utworzono muzeum. Turyści przybywający w to miejsce muszą zatrzymywać się półtora kilometra od klasztoru właściwego będącego siedzibą zgromadzenia.